# Elizabeth Araux Sánchez
Elizabeth Araux Sánchez (Ciudad de México, 24 de octubre de 1962) es una geóloga, investigadora científica, escritora y activista mexicana, creadora de los programas educativos para fomentar la minería en la niñez: Taller de Mineralogía para niños, Los Minerales y yo y del Pabellón Minero Infantil, reconocido por sus aportaciones de divulgación en Ciencias de la Tierra en la niñez y representar a México obteniendo el premio Internacional Move Mining Competition. Es líder del proyecto de la Red de Desarrollo Sostenible de la Agenda 2030 de la ONU “Fortalecimiento a la Minería Artesanal Sostenible” y reconocida académica de Ingeniería de Minas de la Universidad de Sonora, que destaca con sus aportaciones en la Geología, Minería y en el avance de la igualdad sustantiva de la mujer en la Minería, recibiendo premios como la Presea al Poderío de las Mujeres Sonorenses, otorgada por la XLII Legislatura del H. Congreso del Estado de Sonora y premio Nacional “Mujeres reconociendo Mujeres” otorgado por la Red Nacional de Instituciones de Educación Superior.
Actualmente es Presidenta de Women in Mining por el período 2023-2026 y Vicepresidenta Educativa dentro del Consejo Directivo Nacional de la Asociación de Ingenieros de Minas, Metalurgistas y Geólogos de México por el período 2022-2024.

## Trayectoria
Llegó a Hermosillo, Sonora en el año de 1976 y en 1977 a los 15 años culminó sus estudios de Preparatoria en el Colegio Miravalle, pero por cuestiones del Movimiento de Integración Cristiana (MMIC) “los micos” y por la huelga UNISON ocurrida en 1978, ingresó hasta los 16 años a la carrera de Geología en la Universidad de Sonora, donde en 1984 obtuvo el grado de Geólogo con la tesis “Geología y yacimientos minerales de la Sierra La Campanería municipio de Bacanora, Sonora Central”. Posteriormente en el 2000 realizó sus estudios de Maestría en Ciencias Geología con especialidad en Yacimientos Minerales, titulándose con honores con la tesis “Geología y yacimientos minerales de la Sierra Pinta, Municipio de Puerto Peñasco, Sonora: Hermosillo, Sonora”.
De 1985 a 1986 trabajó como Geóloga de Mina en la Barita de Mazatán y durante 1987 colaboró en convenios de investigación de la Barita de Sonora.
Desde 1988 fungió como destacada académica y la primera mujer Geóloga que ingresó a la docencia en el Programa Ingeniero Minero de la Universidad de Sonora, donde también realizó actividades administrativas fungiendo como coordinadora del programa Ingeniero Minero y como Secretaria Académica del Departamento de Ingeniería Civil y Minas. Logró conseguir apoyo de la industria minera Sonorense y fundó el laboratorio de Mineralogía y Petrología en el que durante 34 años impartió las materias de Determinación de Minerales, Petrología, Geología Estructural, Geología Económica y Geología de Minas.
Desde el 2006 creó dirige los programas educativos Taller de Mineralogía para Niños, Pabellón Minero Infantil, donde siembra en la niñez el amor a la Tierra y las buenas prácticas de la minería. Ha llevado al Pabellón Minero Infantil a diferentes estados de la República, desde grandes ciudades hasta comunidades apartadas y centros de apoyo a la niñez, atendiendo cerca de 20,000 niños hasta octubre de 2022.
En el 2019 creó el proyecto “Fortalecimiento a la Minería Artesanal Sostenible: Unidos para recuperar una actividad ancestral (FAMA)”, donde con el apoyo de un grupo de académicos interdisciplinares lograron adentrar este proyecto en la Red de Desarrollo Sostenible de la Agenda 2030 de la ONU, FAMA es uno de los 65 proyectos a nivel nacional y es el único proyecto dedicado a la minería. Este proyecto, busca brindar apoyo científico e ingenieril a aquellas pequeñas comunidades mineras que no cuentan con asesoría técnica y apoyo financiero.
Dentro del sector Minero, es miembro de la Asociación de Ingenieros de Minas, Metalurgistas y Geólogos de México (AIMMGM), donde formó parte y participa activamente en las mesas directivas del Distrito Sonora de la AIMMGM en los bienios 2013-2015 y 2017-2019 2021-2024. También es miembro del Comité Editorial de la revista digital y vicepresidenta del Comité del Capital Humano del Clúster Minero de Sonora.
En su búsqueda de lograr la equidad de género, fue Secretaria y pertenece a la Asociación de Mujeres WIM de México, Distrito Sonora. En seguimiento de temas de equidad de género a apoyado a alumnas y maestras de Ingeniería de Minas de la Universidad de Sonora, lo cual entre otras actividades la llevaron a ser acreedora del premio Nacional “Mujeres reconociendo Mujeres” otorgado por la Red Nacional de Instituciones de Educación Superior durante el 2022.
Desde junio del 2022 está jubilada pero continua con acciones en pro a la educación mexicana fungiendo como vicepresidenta Educativo de la Asociación de Ingenieros de Minas, Metalurgistas y Geólogos de México en el bienio 2022-2024.

## Obra
Cuenta con 16 Artículos científicos indexados y 40 de divulgación científica.
Es autora de más de 14 libros entre los que destacan:
- Mineralogía
- Petrología para Ingenieros
- Volumen 1 y 2 de Experiencias de la Mujer en la Minería Sonorense.[11]
- En el 2022 realizó la publicación de su primer cuento infantil "Una Nave Espacial Inigualable" que habla de temas de geología, minería, minería espacial, ambiental y astronomía, con la idea de influir para que las niñas incursionen en las ingenierías.[12]

Además, es miembro vigente del Comité Editorial de la revista digital del Clúster Minero de Sonora.

## Premios y reconocimientos
- Ha sido distinguida por el Sector Educativo y Minero Sonorense por parte de la Asociación de Mineros de Sonora A.C AMSAC.
- Recibió el reconocimiento por la Asociación de Mineros de Sonora y la Asociación de Ingenieros de Minas, Metalurgistas y Geólogos de México (AIMGMM) por su trayectoria académica en el sector minero. Es la primera mujer que formó parte de una mesa directiva de la AIMGMM.
- En el 2017 recibió el premio “Mujeres de 100” otorgado por parte del gobierno de Sonora para asistir a cursos de Empoderamiento de la mujer en Washington D. C..[13]
- En el 2021 recibió el primer Lugar en la convocatoria de Move Mining Competition organizado por la Society for Mining, Metallurgy and Exploration (SME) de Estados Unidos. Participación con el programa educativo del Pabellón Minero Infantil.[5]
- En el 2021 fue acreedora de la Presea al Poderío de las Mujeres Sonorenses 2021 en el ámbito económico otorgado por el Congreso del Estado de Sonora.[1]
- En el 2022 recibió el premio en el ámbito de la Academia “Mujeres reconociendo Mujeres” 1.ª edición 2022. Premio otorgado por la Red Nacional de Instituciones de Educación Superior por su significativa aportación para avanzar en la igualdad sustantiva.[3]
- Ha recibido el reconocimiento de la Universidad de Sonora al lado de 63 académicas en el marco del día de la mujer 2022.[14]
- En el 2022, se le homenajeó a través de una entrevista y artículo sobre su experiencia profesional en la sección de “Vida Universitaria” de docentes ejemplares de la Universidad de Sonora.[6]
- En 2023 recibió el premio Ostotakani 2023 por su contribución en la enseñanza de la minería por el “Pabellón Minero Infantil” [15]